# 信級村
信級村（のぶしなむら）は長野県更級郡にあった村。現在の長野市信州新町信級（発足当時は信州新町日原西・信州新町日原東も含む）にあたる。

## 地理
- 山：飯縄山、長者山

## 歴史
- 1889年（明治22年）4月1日 - 町村制の施行により、日名村・大原村・信級村の区域をもって発足。
- 1892年（明治25年）10月14日 - 日名・大原が分立して日原村が発足。
- 1955年（昭和30年）3月31日 - 日原村・上水内郡新町と合併して上水内郡信州新町が発足。同日信級村廃止。